# Witherit
Witherit là một khoáng vật cacbonat bari, có công thức hóa học BaCO3, thuộc nhóm aragonit. Witherit kết tinh theo hệ thoi.

## Nguy hiểm đến sức khỏe
Nhà tự nhiên học thế kỷ 18, Dr. Leigh ghi nhận những ảnh hưởng chết người của nó sau khi có cái chết của vợ và con của một người nông dân. James Watt Jnr. đã thí nghiệm với khoáng vật này trên động vật và ông đã ghi nhận những đặc điểm gây chết tương tự. Cho đến thế kỷ 18, những người nông dân ở Anglezarke đã sử dụng khoáng vật làm thuốc diệt chuột.

## Dùng trong công nghiệp
Witherit đã được dùng làm tăng độ cứng của thép, và làm chất kết dính, thủy tinh, xà phòng, thuốc nhuộm và chất nổ.